# منتخب فيتنام تحت 16 سنة لكرة القدم
منتخب فيتنام تحت 16 سنة لكرة القدم (بالفيتنامية: Đội tuyển bóng đá U-16 quốc gia Việt Nam) هو ممثل فيتنام الرسمي في المنافسات الدولية في كرة القدم في فئة كرة قدم تحت 17 سنة للرجال، يديريه اتحاد فيتنام لكرة القدم.